# Hundszahngräser
Die Hundszahngräser (Cynodon) sind eine Pflanzengattung innerhalb der Familie der Süßgräser (Poaceae). Die etwa 16 Arten gedeihen in den Tropen und Subtropen, mehrere Arten wurden verschleppt. In Mitteleuropa wurde das Hundszahngras (Cynodon dactylon) eingebürgert.

## Beschreibung

### Vegetative Merkmale
Die Hundszahngras-Arten sind ausdauernde krautige Pflanzen. Sie besitzen häufig lange Rhizome und lange oberirdische Ausläufer. Die Erneuerungstriebe wachsen außerhalb der untersten Blattscheiden (extravaginal) hoch. Die Halme sind kahl und besitzen viele geriefte und ebenfalls kahle Knoten.
Die wechselständig am Halm angeordneten Laubblätter sind in Blattscheide und Blattspreite gegliedert. Die Blattscheiden sind bis zum Grund hin offen, liegen dem Halm eng an und tragen an der Öffnung lange Haarbüschel. Das Blatthäutchen ist ein kurzer Wimpernkranz. Die Blattspreiten sind flach, oder am Rand eingerollt. In der Knospenlage sind sie gerollt.

### Generative Merkmale
Der Blütenstand besteht aus drei bis sechs am Halmende fingerförmig angeordneten Ähren. Die Ährenachse ist dreikantig, wovon eine Seite mit zwei Ährchen-Reihen besetzt ist. Die Ährchen sind sehr kurz gestielt, stehen dicht gedrängt und sind einblütig. Sie sind rund 3 mm lang, seitlich zusammengedrückt und (fast) kahl. Die Ährchenachse bildet über dem Blütchen einen Fortsatz und zerfällt zur Samenreife, sodass das Blütchen ausfällt und die Hüllspelzen stehenbleiben. Die zwei Hüllspelzen sind einnervig und gekielt. Die untere ist kürzer als die obere, welche annähernd so lang wie das Ährchen ist. Die Deckspelze ist dreinervig und gleich lang wie das Ährchen. Sie ist gekielt, spitz, der Mittelnerv ist bewimpert. Die Vorspelze ist zweinervig und gleich lang wie die Deckspelze. Es gibt drei Staubblätter. Der Fruchtknoten trägt zwei endständige Griffel mit fedrigen Narben, die seitlich aus dem Blütchen ragen. 
Die Karyopsen sind verkehrt-eiförmig. Der Embryo ist halb so lang wie die Frucht. Der Nabel ist punktförmig. 

## Systematik
Der Name Cynodon leitet sich vom Griechischen kynodon = „Hundezahn, spitzer Eckzahn“ ab und bezieht sich auf die spitz gezähnten Spelzen. 
Die Gattung Cynodon gehört zur Tribus Cynodonteae in der Unterfamilie Chloridoideae innerhalb der Familie Poaceae.

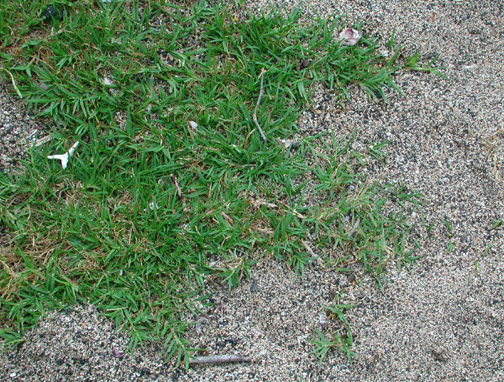
Hundszahngras (Cynodon dactylon)

Die Gattung Cynodon enthält seit 2015 etwa 16 Arten:
- Cynodon aethiopicus Clayton & Harlan, heimisch in Ostafrika.[4]
- Cynodon ambiguus (Ohwi) P.M.Peterson (Syn.: Brachyachne ambigua Ohwi): Sie kommt in Java und Neuguinea vor. Diese Neukombination erfolgte 2015.[5]
- Cynodon barberi Rang. & Tadul.
- Cynodon bradleyi Stent: Sie kommt in den südafrikanischen Provinzen Free State, Gauteng, KwaZulu-Natal, North West sowie Nordkap vor.[6]
- Cynodon coursii A.Camus: Sie kommt in Madagaskar vor.
- Hundszahngras (Cynodon dactylon (L.) Pers.):[7] Es ist kosmopolitisch verbreitet.
- Cynodon hirsutus Stent
- Cynodon incompletus Nees: Sie kommt in den südafrikanischen Provinzen Free State, North West, Ost-, Nord- sowie Westkap vor.[6]
- Afrikanisches Bermudagras (Cynodon nlemfuënsis Vanderyst), heimisch in Ost- und Zentralafrika.[4] Es wurde als unbeständig eingeschleppt bei Regensburg beobachtet.[8]
- Cynodon parviglumis Ohwi
- Cynodon plectostachyus (K.Schum.) Pilg., heimisch im tropischen Afrika.[4]
- Cynodon polevansii Stent: Sie kommt in den südafrikanischen Provinzen Free State, North West sowie Nordkap von Lichtenburg bis Phillipstown vor.[6]
- Cynodon prostratus (C.A.Gardner & C.E.Hubb.) P.M.Peterson (Syn.: Brachyachne prostrata C.A.Gardner & C.E.Hubb.): Sie kommt im westlichen bis zentralen Australien vor. Diese Neukombination erfolgte 2015.[5]
- Cynodon radiatus Roth
- Cynodon simonii P.M.Peterson (Syn.: Brachyachne ciliaris (Kuntze) C.E.Hubb., Capriola ciliaris Kuntze, Cynodon ciliaris Benth., Microchloa ciliaris (Kuntze) Domin): Sie kommt im zentralen Australien vor.[5]
- Cynodon transvaalensis Burtt Davy: Sie ist im südlichen Afrika verbreitet.[4][6]

## Belege
- Siegmund Seybold (Hrsg.): Schmeil-Fitschen interaktiv. CD-ROM, Version 1.1. Quelle & Meyer, Wiebelsheim 2002, ISBN 3-494-01327-6.
- Paul M. Peterson, Konstantin Romaschenko, Yolanda Herrera-Arrieta: A molecular phylogeny and classification of the Eleusininae with a new genus, Micrachne (Poaceae: Chloridoideae: Cynodonteae). In: Taxon, Volume 64, Issue 3, 2015, S. 445–467. doi:10.12705/643.5